# Iwan Bojkow (generał porucznik)
Iwan Bojkow (ros. Иван Бойков, ur. 7 listopada 1900, zm. 12 listopada 1963) – radziecki generał porucznik, uczestnik II wojny światowej.
W 1942 był szefem wydziału operacyjnego sztabu Frontu Dońskiego, w 1943 Frontu Centralnego. Jako szef wydziału operacyjnego sztabu 1 Frontu Białoruskiego brał udział w operacji berlińskiej.
Po zakończeniu wojny na tymże stanowisku w sztabie Grupy Okupacyjnych Wojsk Radzieckich w Niemczech, a od lipca 1945 do kwietnia 1953 szef sztabu Pólnocnokaukaskiego Okręgu Wojskowego. 25 lutego 1961 przeszedł w stan spoczynku.